# Ecsenyi Áron
Ecsenyi Áron (Debrecen, 1989. december 12. –) magyar közéleti szereplő, informatikatanár, a Le az Adók 75%-ával (LA75) libertariánus párt elnöke.

## Közéleti pályafutása
Diplomáját az Eötvös Loránd Tudományegyetem filozófia szakán szerezte meg, alapszakos szakdolgozatát tudományfilozófiából írta, címe: A priori okság.
2017-ben aláírta a CEU melletti kiállás érdekében szervezett petíciót – hogy Áder János köztársasági elnök ne írja alá a Közép-európai Egyetemet (CEU) ellehetetlenítő törvénymódosítást, és ne rendelje el annak kihirdetését –, sőt a felsőoktatási intézmény védelme érdekében tüntetést is szervezett.
Ecsenyi 2019-ben parlamenti akciójával hívta fel magára a figyelmet, ahol az európai szinten is kirívóan magas adók ellen tiltakozva látogatói jeggyel bement az Országházba, és matricákat ragasztott ki.
Ezt követően 2019-ben az általa alapított párt, a Le az Adók 75%-ával Párt elnöke lett. A pártot a CEU mellett található büfében alapították, 11 tag jelenlétében. A párt létrejöttéről semmilyen médiafelületen nem tettek bejelentést.
Ecsenyi később azzal került be a hírekbe, hogy párttagsága ellenére sikerült egy rövid ideig elhelyezkednie az Index.hu-nál újságíróként, amikor tömegesen felmondtak a későbbi Telex munkatársai. Két hét próbaidő után felmondtak neki. Szerinte átverték a közvéleményt azok, akik azt mondták, hogy a lap fideszes lett.
2021 januárjában Európa-szerte tiltakozások robbantak ki a járványhelyzetet üzletek nyitvatartásával korlátozó kormányzati rendeletek ellen. A legtöbb országban jobboldali politikai csoportosulások karolták fel az ügyet, és arra biztatták az üzleteket, hogy a rendeletek ellenére polgári engedetlenséget tanúsítva nyissanak ki. Itthon Ecsenyi a Facebookon hirdette meg a programot, és ebből a célból a lengyel példa alapján saját térképet is csinált a kinyitó üzleteket feltüntetve. Mivel a térképre gyakorlatilag bárki feltölthette az üzletét, és az üzletek tulajdonosai bármikor elállhattak a szándékaiktól, ezért a megbízhatóságát számos kritika érte. Ecsenyi Áron és ikertestvére, Ecsenyi Szilárd mind január 31-ére, mind február 1-jére eseményt jelentett be a Hősök terére, hogy bátorítsa a tulajdonosokat a kinyitásra. A tüntetéseken összesen néhány száz fő jelent meg. Ecsenyi Áront és Ecsenyi Szilárdot összesen 3,5 millió forintra büntették a gyűlés szervezése és megtartása miatt.
Ecsenyi Áront a 2021-es magyarországi ellenzéki előválasztáson a 7. miniszterelnök-jelöltként regisztrálták. Célkitűzései között szerepelt az állami szolgáltatások nagy részének leépítése és az azok finanszírozását lehetővé tevő adórendszer drasztikus csökkentése. Ecsenyi internetes posztjaiban sugallta, hogy „mást úgysem engednek [az ellenzéki összefogás] labdába rúgni, és igyekszik megtrollkodni a folyamatot.”
2021. augusztus elején az OEVB közleménye szerint szabálytalanul próbált az interneten aláírásokat gyűjteni, és felszólították ennek abbahagyására, amire Ecsenyi azzal reagált, hogy „most azon megfeszülni, hogy ki írta alá kinek, mit számít?” Augusztus 31-én a sajtó közölte, hogy Ecsenyi Áron visszalép a miniszterelnök-jelöltségtől, mivel gondot okoz számára 20 ezer ajánlás összegyűjtése.
2022 tavaszán szándékai ellenére egyetlen választókerületben sem sikerült képviselőjelöltet állítaniuk pártjával.
2022. április 2-án a Le az Adók 75%-ával Párt közleményt adott ki, amelyben úgy nyilatkoztak, hogy a közösség innentől Libertárius Párt néven fog hivatkozni magára a nemzetközi kapcsolattartás céljából, bár a gyakorlatban nem történt átnevezés. Két évvel később egy újabb közelményben tisztázták, hogy hogy a Le az Adók 75%-ával Párt név megmarad, ugyanis úgy látják, hogy egy névváltoztatással csak összezavarnák szimpatizánsaikat.